# Tmesisternus riedeli
Tmesisternus riedeli là một loài bọ cánh cứng trong họ Cerambycidae.